# Векслер Дину, Меди
Маргарета (Меди) Векслер Дину (рум. Margareta (Medi) Wechsler Dinu, также Меди Дину; 22 декабря 1908 (4 января 1909), Брезой — 18 июля 2016, Бухарест) — румынская художница.

## Биография
Родилась 22 декабря 1908 года (4 января 1909 года по новому стилю) в семье бухгалтера Даниэля Векслера и студентки клужской консерватории Амалии Гиршфельд. В 1916 году семья перебралась в Бухарест, но, когда Меди окончила первые два класса начальной гимназии, вновь переехала в Тырговиште и впоследствии в Клуж и Орадя. Училась в Бухарестской школе изящных искусств (Şcoala de Belle Arte) у Жана Стериади, Стрымбулеску и Франсиса Рейнера (окончила в 1932 году). Принимала участие в художественных выставках с 1932 года. В 1934 году вступила в Союз художников Румынии (Sindicatul Artiştilor Plastici). В военные годы преподавала рисование в еврейской школе.
Известна главным образом пейзажами и портретами в технике акварели, масляной живописи и графики. Последняя выставка открылась 8 марта 2016 года в помещении Федерации еврейских общин Румынии.

### Личная жизнь
Муж — румынский поэт-авангардист и журналист Георге Дину (Динев), писавший под псевдонимом Стефан Ролл (1903—1974); несмотря на то, что они жили вместе уже в предвоенные годы, из-за принятых в Румынии антисемитских законов они смогли оформить брак только после падения режима Антонеску (Дину был македонского происхождения).